# Hyun Jung-hwa
Hyun Jung-hwa (Pusan, 6 ottobre 1969) è un'ex tennistavolista sudcoreana, campionessa mondiale individuale nel 1993.